# إنغريد أندرسن
إنغريد أندرسن (بالإنجليزية: Ingrid Andersen)‏ هي كاتِبة وشاعرة جنوب أفريقية، ولدت في 1965.